# العلاقات القبرصية الناميبية
العلاقات القبرصية الناميبية هي العلاقات الثنائية التي تجمع بين قبرص وناميبيا.

## مقارنة بين البلدين
هذه مقارنة عامة ومرجعية للدولتين:
| وجه المقارنة                                              | قبرص                                                                 | ناميبيا      |
| --------------------------------------------------------- | -------------------------------------------------------------------- | ------------ |
| المساحة (كم2)                                             | 9.24 ألف                                                             | 825.62 ألف   |
| عدد السكان (نسمة)                                         | 1.14 مليون                                                           | 2.53 مليون   |
| الكثافة السكانية (ن./كم²)                                 | 123.38                                                               | 3.06         |
| العاصمة                                                   | نيقوسيا                                                              | ويندهوك      |
| اللغة الرسمية                                             | اليونانية الحديثة، اللغة التركية، لغة يونانية                        | لغة إنجليزية |
| العملة                                                    | يورو، جنيه قبرصي                                                     | دولار ناميبي |
| الناتج المحلي الإجمالي (بليون دولار)                      | 21.65 مليار                                                          | 13.24 مليار  |
| الناتج المحلي الإجمالي (تعادل القوة الشرائية) بليون دولار | 26.73 مليار                                                          | 25.60 مليار  |
| الناتج المحلي الإجمالي الاسمي للفرد دولار أمريكي          | 23.24 ألف                                                            | 4.67 ألف     |
| الناتج المحلي الإجمالي للفرد دولار أمريكي                 | 30.24 ألف                                                            | 9.96 ألف     |
| مؤشر التنمية البشرية                                      | 0.850                                                                | 0.628        |
| رمز المكالمات الدولي                                      | +357                                                                 | +264         |
| رمز الإنترنت                                              | .cy                                                                  | .na          |
| المنطقة الزمنية                                           | ت ع م+02:00، ت ع م+03:00، توقيت شرق أوروبا، توقيت شرق أوروبا الصيفي ‏ | ت ع م+02:00  |

## منظمات دولية مشتركة
يشترك البلدان في عضوية مجموعة من المنظمات الدولية، منها:
| علم المنظمة | اسم المنظمة                        | تاريخ انضمام قبرص | تاريخ انضمام ناميبيا |
| ----------- | ---------------------------------- | ----------------- | -------------------- |
|             | يونسكو                             | 6 فبراير 1961     | 2 نوفمبر 1978        |
|             | مؤسسة التمويل الدولية              | 2 مارس 1962       | 25 سبتمبر 1990       |
|             | منظمة حظر الأسلحة الكيميائية       | ?                 | ?                    |
|             | الأمم المتحدة                      | 20 سبتمبر 1960    | 23 أبريل 1990        |
|             | الاتحاد الدولي للاتصالات           | 24 أبريل 1961     | 25 يناير 1984        |
|             | منظمة الشرطة الجنائية الدولية      | ?                 | ?                    |
|             | البنك الدولي للإنشاء والتعمير      | 21 ديسمبر 1961    | 25 سبتمبر 1990       |
|             | الاتحاد البريدي العالمي            | ?                 | ?                    |
|             | وكالة ضمان الاستثمار متعدد الأطراف | 12 أبريل 1988     | 25 سبتمبر 1990       |
|             | منظمة التجارة العالمية             | ?                 | ?                    |
|             | دول الكومنولث                      | ?                 | ?                    |

## وصلات خارجية
- موقع وزارة الخارجية القبرصية